# S/2004 S 4
S/2004 S 4 هو الرمز الذي أطلق على جرم فضائي غير مؤكد شوهد يدور حول زحل في الجزء الداخلي لحلقة زحل ف في 21 يونيو 2004. ان تم رصده عندما كان عالم الفلك سبيتال يحاول التأكد من مدار جرم آخر وهو S/2004 S 3 الذي شوهد لمد 5 ساعات فقط في الحلقة F . أعلن عن هذا الاكتشاف في 9 أيلول، 2004.
الجدير بالذكر أن تصوير الفيديو الذي تم استخدامه في 15 نوفمبر 2004 ويغطي فترة مدارية كاملة بدقة 4 كم فشل في رصد الجرم. كان من المفترض أن يكون تصوير الفيديو قادرًا بسهولة على اكتشاف قمر بحجم مماثل، مما يشير إلى أن هذا الجرم كان مجرد كتلة عابرة في الفضاء.